# Calculs meurtriers
Pour plus de détails, voir Fiche technique et Distribution.
Calculs meurtriers ou Meurtre en équation au Québec (Murder by Numbers) est un thriller américain réalisé par Barbet Schroeder et sorti en 2002.
Il est présenté hors compétition au festival de Cannes 2002.

## Synopsis
Richard Haywood et Justin Pendleton sont deux élèves que tout oppose : Richard est riche et populaire, Justin est brillant et introverti. Ils entretiennent cependant une sombre amitié secrète et décident d'atteindre le sommet de la liberté : tuer un être humain gratuitement. Un crime parfait, préparé depuis plusieurs mois mais avec une victime choisie totalement au hasard. Mais c'est sans compter Cassie Mayweather, une policière ancienne victime de tentative de meurtre. Elle soupçonne rapidement les deux protagonistes. Reste le plus difficile : prouver que son instinct ne la trompe pas.

## Fiche technique
- Titre original : Murder by Numbers
- Titre français : Calculs meurtriers
- Titre québécois : Meurtre en équation
- Réalisation : Barbet Schroeder
- Scénario : Tony Gayton
- Directeur de la photographie : Luciano Tovoli
- Décors : Stuart Wurtzel
- Décorateur de plateau : Hilton Rosemarin (en)
- Costumes : Carol Oditz
- Montage : Lee Percy
- Musique : Clint Mansell
- Production : Susan Hoffman, Barbet Schroeder et Sandra Bullock (exécutif)
- Sociétés de production : Warner Bros., Castle Rock Entertainment, Schroeder Hoffman Productions
- Distribution : Warner Bros.
- Budget : 50 000 000 $
- Pays de production :  États-Unis
- Format : Couleur - 35 mm - 1.85:1 - caméras et objectifs Panavision - son DTS, Dolby Digital, SDDS
- Genre : thriller, policier
- Durée : 120 minutes
- Dates de sortie : 
  - États-Unis : 19 avril 2002
  - France : 24 mai 2002 (festival de Cannes - hors compétition) ; 5 juin 2002 (sortie nationale)

## Distribution
- Sandra Bullock (VF : Françoise Cadol ; VQ : Hélène Mondoux) : Cassie Mayweather / Jessica Marie Hudson
- Ben Chaplin (VF : Renaud Marx ; VQ : François Godin) : Sam Kennedy
- Ryan Gosling (VF : Damien Witecka ; VQ : Joël Legendre) : Richard Haywood
- Michael Pitt (VF : Hervé Rey ; VQ : Patrice Dubois) : Justin Pendleton
- Agnes Bruckner (VF : Laëtitia Godès) : Lisa Mills
- R. D. Call (VF : Patrick Messe ; VQ : Yves Corbeil) : le capitaine Rod Cody
- Chris Penn (VF : Jacques Bouanich ; VQ : Thiéry Dubé) : Ray Feathers
- Tom Verica : l'assistant du procureur Al Swanson
- John Vickery : le responsable du restaurant
- Neal Matarazzo : l'officier dans le flashback
- Brian Stepanek : un  membre du conseil Marshall
- Nick Offerman : le policier à la maison de Richard

Sources et légendes : version française (VF) selon le carton du doublage français ; version québécoise (VQ) sur Doublage.qc.ca

## Production
Le scénario est en partie basé sur les tueurs Richard Loeb et Nathan Leopold, qui ont déjà inspiré La Corde (1948) d'Alfred Hitchcock, Le Génie du mal (1959) de Richard Fleischer et Swoon (1992) de Tom Kalin.
Le tournage a lieu du 27 février 2001 à 21 mai 2001. Il se déroule intégralement en Californie : à Rancho Palos Verdes, Altadena, Calabasas, Los Angeles (dont Raleigh Studios, Louisville High School (en)), Los Osos, Montrose, Morro Bay et San Luis Obispo .

## Bande originale
Sauf indication contraire, les informations mentionnées dans cette section peuvent être confirmées par le générique de fin de l'œuvre audiovisuelle présentée ici, ainsi que par la base de données cinématographiques IMDb,  présente dans la section « Liens externes ».
- Smooth Rock par Chris Goulstone.
- Take a Ride par Sucker Pump.
- Anything but Down (en) par Sheryl Crow de 1999.
- I Shall Believe par Sheryl Crow de 1993.
- What Led Me to This Town par The Jayhawks de 2000.
- Variations Goldberg de Johann Sebastian Bach de 1740.
- The Number of the Beast par Iron Maiden de 1982.
- L'entrée des dieux au Walhalla de L'Or du Rhin de Richard Wagner de 1869.
- Severed par Kittie de 2001.

Musique non mentionnée dans le générique
- London Rain (Nothing Heals Me Like You Do) par Heather Nova de 1998.

## Accueil

### Accueil critique
Sur l'agrégateur américain Rotten Tomatoes, le film récolte 31 % d'opinions favorables pour 128 critiques.
En France, le site Allociné propose une note moyenne de 3,1⁄5 à partir de l'interprétation de critiques provenant de 20 titres de presse.

### Box-office
Le film rencontre un échec commercial, rapportant que 56 714 147 $ de recettes mondiales, dont 31 945 749 $ aux États-Unis, où il fut distribué dans 2 663 salles et démarrant à la troisième place du box-office national avec 9 307 394 $ de recettes lors de son premier week-end en salles. Le flop du long-métrage, ainsi que trois autres films produits par Castle Rock Entertainment, propriété de Warner Bros, a entraîné le licenciement de 16 des 46 employés de la branche de production, le restant étant absorbé par la société mère.
En France, l'accueil au box-office est relativement modeste avec seulement 458 062 entrées.

## Commentaires
Le titre original du film, Murder by Numbers (« meurtre par les nombres » en français) fait référence à une chanson du même nom de The Police présente sur l'album Synchronicity (1983) qui parle elle aussi de la planification du crime parfait.
La voiture de Richard est une Ford Mustang ressemblant à celle du film Bullitt (1968) avec Steve McQueen. Il s'agit d'une idée de Ryan Gosling, grand fan de l'acteur.